# 灯塔乡 (班玛县)
灯塔乡，是中华人民共和国青海省果洛藏族自治州班玛县下辖的一个乡镇级行政单位。

## 行政区划
灯塔乡下辖以下地区：
要什道牧委会、忠智牧委会、班前牧委会、仁青果牧委会、科培牧委会和格日则牧委会。